# Mike Mottau
Michael Joseph „Mike“ Mottau (* 19. März 1978 in Quincy, Massachusetts) ist ein ehemaliger US-amerikanischer Eishockeyspieler und -scout, der während seiner aktiven Karriere zwischen 1996 und 2014 unter anderem 340 Spiele für die New York Rangers, Calgary Flames, New Jersey Devils, New York Islanders, Boston Bruins und Florida Panthers in der National Hockey League auf der Position des Verteidigers bestritten hat.

## Karriere

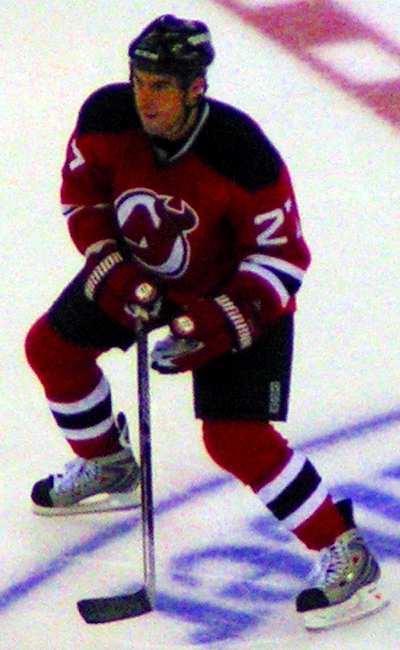
Mottau im Trikot der New Jersey Devils (2008)

Mike Mottau begann seine Karriere als Eishockeyspieler in der Mannschaft des Boston College, für die er von 1996 bis 2000 aktiv war. In dieser Zeit wurde er im NHL Entry Draft 1997 in der siebten Runde als insgesamt 182. Spieler von den New York Rangers ausgewählt, für die er in der Saison 2000/01 sein Debüt in der National Hockey League gab. Nach zweieinhalb Jahren wurde der US-Amerikaner am 22. Januar 2003 von New York zu den Calgary Flames transferiert, für die er bis Saisonende vier Mal in der NHL auf dem Eis stand, ehe er am 25. Juli 2003 als Free Agent von den Mighty Ducks of Anaheim verpflichtet wurde, für deren Farmteam aus der American Hockey League, die Cincinnati Mighty Ducks, er in der folgenden Spielzeit ausschließlich aktiv war.
Es folgte jeweils ein Jahr bei den Worcester IceCats und den Peoria Rivermen in der AHL, ehe der US-Amerikaner am 17. Juli 2006 einen Vertrag bei den New Jersey Devils aus der NHL erhielt, für die er bis zum Saisonende 2009/10 aktiv war. Im September 2010 unterzeichnete Mottau bei den New York Islanders.
Am 27. Februar 2012 transferierten ihn die Islanders gemeinsam mit Brian Rolston im Austausch für Marc Cantin und Yannick Riendeau zu den Boston Bruins. Im Juli 2013 unterzeichnete er einen Einjahresvertrag bei den Florida Panthers. Nach dessen Auslauf beendete der Verteidiger seine Karriere und nahm in der Folge ab Sommer 2014 ein Engagement bei den Chicago Blackhawks als Scout an. Dieses dauerte insgesamt sechs Jahre bis zum Sommer 2020 an.

### International
Für die USA nahm Mottau an der Junioren-Weltmeisterschaft 1998, sowie den A-Weltmeisterschaften 1999, 2000 und 2003 teil.

## Erfolge und Auszeichnungen
| - 1996 Boston Independent School League MVP - 1997 Hockey East All-Rookie Team - 1998 Lamoriello-Trophy-Gewinn mit dem Boston College - 1998 NCAA East Second All-American Team - 1998 NCAA Championship All-Tournament Team - 1998 Hockey East First All-Star Team - 1999 Lamoriello-Trophy-Gewinn mit dem Boston College - 1999 Hockey East Second All-Star Team - 1999 NCAA East First All-American Team | - 2000 Hockey East First All-Star Team - 2000 Hockey East Player of the Year (gemeinsam mit Ty Conklin) - 2000 NCAA Championship All-Tournament Team - 2000 NCAA East First All-American Team - 2000 Hobey Baker Memorial Award - 2001 Teilnahme am AHL All-Star Classic - 2001 AHL All-Rookie Team - 2002 Teilnahme am AHL All-Star Classic - 2006 Teilnahme am AHL All-Star Classic |

## Karrierestatistik

### International
Vertrat die USA bei:
- Junioren-Weltmeisterschaft 1998
- Weltmeisterschaft 1999
- Weltmeisterschaft 2000
- Weltmeisterschaft 2003

(Legende zur Spielerstatistik: Sp oder GP = absolvierte Spiele; T oder G = erzielte Tore; V oder A = erzielte Assists; Pkt oder Pts = erzielte Scorerpunkte; SM oder PIM = erhaltene Strafminuten; +/− = Plus/Minus-Bilanz; PP = erzielte Überzahltore; SH = erzielte Unterzahltore; GW = erzielte Siegtore; 1 Play-downs/Relegation; Kursiv: Statistik nicht vollständig)